# Hałyna Kuźmenko
Hałyna Andrijiwna Kuźmenko (ukr. Галина Андріївна Кузьменко; ur. 1896 w Kijowie, zm. 1978 w Dżambule) – ukraińska nauczycielka, żona Nestora Machno, anarchistka zaangażowana w Wolne Terytorium.

## Życiorys
Urodziła się w rodzinie wiejskiego policjanta. Przed wybuchem I wojny światowej ukończyła szkołę średnią oraz kurs nauczycielski w Kijowie. Została wyznaczona do pracy jako nauczycielka języka ukraińskiego i historii w Hulajpolu, gdzie poznała przyszłego męża, Nestora Machno. Pobrali się w lipcu 1919 roku. 
Hałyna wykorzystała swoją pozycję do ukrainizacji Wolnego Terytorium. W 1919 roku grupa inteligencji ukraińskiej skupiła się wokół niej w celu wykorzystania powstania Machny do celów przyświecających nacjonalizmowi ukraińskiemu. Stanęła przed polskim sądem w 1923 roku z zarzutami przygotowywania zbrojnego spisku przeciw rządowi polskiemu. 
W 1922 roku urodziła się ich córka Ołena, przyszła na świat w warszawskim więzieniu. Po rewindykacji rosyjskich anarchistów para udała się do Wolnego Miasta Gdańsk, a od 1926 roku zamieszkali w Paryżu. Próbowała zabić we śnie swojego męża Nestora Machno, po czym na jego twarzy została rozległa blizna. Około 1927 roku związek rozpadł się. 
We Francji pracowała jako bibliotekarka. Możliwe, że współpracowała ze służbami specjalnymi i przekazywała informacje z Zachodu do ZSRR. Pod koniec życia Nestora Machno otoczyła go opieką i troską. Po jego śmierci wyszła za mąż za jego bliskiego współpracownika, rosyjskiego anarchosyndykalistę Wsiewołoda Michajłowicza Ejchienbauma (pseudonim Wolin). Podczas II wojny światowej pracowała wraz z córką na robotach przymusowych w Niemczech. 
W 1946 roku została postawiona przed sowieckim sądem w Kijowie z zarzutami „działalności kontrrewolucyjnej”. Jej proces nie był podany do publicznej wiadomości. Została osadzona w Dubrawłagu. Odzyskała wolność po ośmiu latach i 9 miesiącach w 1954 roku na mocy amnestii i zamieszkała z córką w Dżambule (dzisiejszy Taraz). Pracowała tam do emerytury w fabryce bawełny. Zmarła w Dżambule.